# WebMD
WebMD est une société américaine qui fournit des services d'information de santé.
WebMD est surtout connu pour son site web public webmd.com, qui contient des informations sur la santé et les soins de santé, y compris des listes de contrôle des symptômes, des informations sur les médicaments, des blogs de médecins sur des sujets spécifiques et d'un endroit pour stocker des informations médicales personnelles.

## Histoire
La société a été créée par Jeff Arnold à partir de 1994.
En juillet 1999, la société est acquise par Healtheon pour former Healtheon / WebMD. Par la suite, le nom de la société est réduit à WebMD. Plus tard la société WebMD a pris le nom de Emdeon (en) pour laisser le nom WebMD à sa filiale de services d'information santé. 
En juillet 2017, WebMD est acquis par le fonds d'investissement KKR pour 2,8 milliards de dollars, dans le but de la fusionner avec sa filiale Internet Brands.
En juillet 2022, WebMD fait l'acquisition du Journal International de Médecine (JIM.fr) une plateforme française d’actualités médicales.

## Trafic
Au premier trimestre de 2007, WebMD a plus de pages lues uniques (c'est-à-dire par des visiteurs différents) que les autres sites privés ou gouvernementaux dédiés à la santé. En février 2011, le réseau de sites WebMD a reçu une moyenne de 86,4 millions de visiteurs par mois et était le plus important portail de santé aux États-Unis.
Au début de 2014, WebMD a mesuré une moyenne de 156 millions de visiteurs uniques et 1,06 milliard de pages vues par mois.

## Accréditation
L'URAC, le plus important organisme d'accréditation dans le domaine des soins de santé, a accrédité les opérations de WebMD dans tous les domaines, des principes de divulgation à la qualité du contenu, en passant par la sécurité et la protection de la vie privée, et ce de façon continue depuis 2001.

## Modèle d'affaires
WebMD est financé par la publicité, des contributions de tiers et des commandites. 
WebMD propose également des services aux médecins. Par exemple, la compagnie publie le WebMD Magazine, une publication destinée aux patients et distribuée tous les deux mois à 85 pour cent des salles d'attente de médecin. 
Le réseau de sites WebMD opère de nombreux sites liés à la santé, incluant entre autres : Medscape, WebMD Health Services,  MedicineNet, eMedicine, eMedicineHealth, RxList, theheart.org, Medscape Education. Medscape est un portail professionnel pour les médecins couvrant 30 domaines de spécialités médicales et plus de 30 forums de discussion pour les médecins. WebMD Health Services offre aux employeurs des programmes privés de gestion de la santé, des portails d'aide à la décision sur les bénéfices sociaux et des plans de santé.

## Source de la traduction
- (en) Cet article est partiellement ou en totalité issu de l’article de Wikipédia en anglais intitulé « WebMD » (voir la liste des auteurs).